# Google ドキュメント
Google ドキュメント（グーグル ドキュメント、英: Google Docs）は、Googleが提供する文書作成ソフトウェアである。Google ドキュメントは、ウェブブラウザ、Android、iOS/iPadOS、ChromeOSで利用できる。Microsoft WordやOpenDocumentのファイル形式も扱える。
大半の機能は無償で利用可能だが、一部のプレミアム機能は有償契約（Google OneとGoogle Workspace）のフリーミアムとなっている。
Googleのサービスには他に、Google スプレッドシート、Google スライド、Google 図形描画、Google フォーム、Google Sites、Google Keepなどがある。 

## 特徴
ドキュメントはGoogleのサーバ上に保存されるが、他形式とのインポート・エクスポートも可能。Google ドキュメント形式でのインポート・エクスポートは行えないので、ローカルに保存したりバックアップを取ることはできない。縦書きには対応していない。保存した時点でフォーマットが失われるため取り出した文章も横書きのままである。Google Chromeを使いかつ、設定を変更することにより、オフラインでの編集は可能である。他のユーザとのドキュメント共有をサポートしている。Windows、macOS、Linux、iPadOS/iOSなど、様々なOSから利用できるメリットもある。
WYSIWYGによるブラウザ上でのワープロ文書作成が可能。
ファイルはMicrosoft Word形式 (.doc)、リッチテキスト (.rtf)、ODF (.odt)、PDF (.pdf)、テキストファイル (.txt)、HTML形式 (.html) で保存できる。
ドキュメントのサイズは最大1,024,000文字、ページ数やフォントサイズは関係なく、50MBまで。
Google ドキュメントから直接ブログに投稿する機能もある。

## 沿革
ワードプロセッサ機能はUpstartle社によって開発されたWritelyという製品を元としている（Upstartle社は2006年3月9日にGoogleによって買収された）。一方、スプレッドシートは2006年6月6日にGoogleがベータ版として公開。同年10月11日にワードプロセッサとスプレッドシートが統合され Google Docs & Spreadsheets となった。2007年9月18日にプレゼンテーション機能が追加され、Google ドキュメントに改名された。2009年7月6日、ベータ版表記が外れて正式版となった。
- 2006年
  - 3月 - Google、Upstartle社を買収
  - 10月 - 「Google Docs & Spreadsheets」としてワープロと表計算機能を統合
- 2007年
  - 1月 - Gmailと連携し、Microsoft Wordの添付ファイルを直接オープン可能に
  - 2月 - ドイツ語、フランス語、中国語など対応言語を11言語追加。Google Appsで利用可能に
  - 3月 - 日本語に対応
  - 6月 - トップページのデザインを変更、フォルダによる分類を導入
  - 7月 - フィンランド語、チェコ語、タイ語など対応言語を10言語追加。ドキュメント一覧での整列や非表示が可能に
  - 10月 - モバイル版が登場。対応言語を13言語追加、計38言語に
- 2008年
  - 2月 - スプレッドシートにフォーム作成機能追加。アラビア語・ヘブライ語に対応
  - 3月 - オフライン編集機能を提供開始。ベンガル語など対応言語を8言語追加、計48言語に
- 2009年7月 - 正式版に昇格
- 2010年1月 - ファイルアップロード機能がリリースされる。1GBまで無料で利用できる。
- 2024年6月24日、有償契約者のプレミアム機能として、Google ドキュメント内でGeminiが利用可能になった[4]。